# Olaus Andreæ Lidman
Olaus Andreæ Lidman, född 1624 i Öjebyn, död 11 september 1694 i Tuna socken, Medelpad, var en svensk präst och riksdagsman.

## Biografi
Olaus Andreæ Lidman var född i Piteå gamla stad Öjebyn som son till borgaren Anders Olovsson Lidman. Han torde ha studerat vid Uppsala universitet och ha tagit magistergraden eftersom han så tituleras. 1648 fick han tjänst vid Kungliga biblioteket, där han stannade till 1652 då han i stället blev lektor vid Härnösands gymnasium i vältalighet, sedermera teologi, och var vid ett par tillfällen gymnasierektor. 1664 utnämndes han av drottning Kristinas förmyndarregering till kyrkoherde i Tuna socken, som var ett regalt pastorat. 1668 blev han kontraktsprost.
Olaus Lidman var ombud för Härnösands stift vid riksdagen i Göteborg 1660 riksdagen i Stockholm 1660 och riksdagen 1680.
Han var gift med Karin Bozæa, dotter till kontraktsprosten Nicolaus Olai Bozaæus i Nordingrå socken. Dottern Catharina var först gift med borgmästaren i Hudiksvall Karl Hög och hennes andra man var faderns efterträdare Petrus Olai Kiörning. En av hennes döttrar i första äktenskapet gifte sig med Georgius Kjörning som var släkting till moderns styvfar. Olof Lidman kom därmed att bli förfader till den adliga ätten von Kiörning.